# Benkara canthioides
Benkara canthioides là một loài thực vật có hoa trong họ Thiến thảo. Loài này được (Champ. ex Benth.) Ridsdale mô tả khoa học đầu tiên năm 2008.